# Helionidia bomansi
Helionidia bomansi är en insektsart som beskrevs av Irena Dworakowska 1981. Helionidia bomansi ingår i släktet Helionidia och familjen dvärgstritar. Inga underarter finns listade i Catalogue of Life.